# باول هايد (ملحن)
باول هايد هو كاتب أغاني ومغني ومنتج أسطوانات وملحن كندي، ولد في 21 مايو 1955 في يوركشاير في المملكة المتحدة.